# Екваторіальний кліматичний пояс

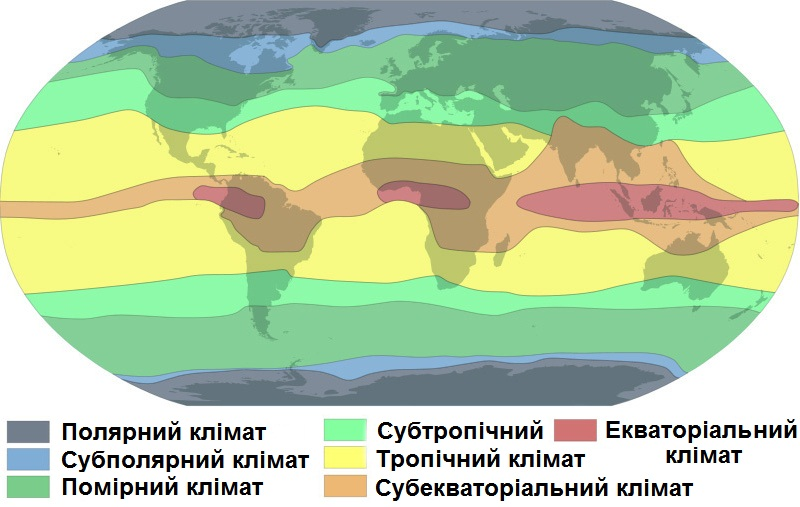
Кліматичні пояси Землі за класифікацією Алісова Б. П.

Екваторіальний кліматичний пояс — один з семи кліматичних поясів планети Земля, який розташовується обабіч екватора. Тут цілий рік панують екваторіальні повітряні маси. В дні рівнодення (двічі на рік) сонце в полудень перебуває в зеніті над екватором. Температура повітря висока протягом усього року +26…+30°С. У цьому кліматичному поясі спостерігаються найнижчі річні амплітуди температур — приблизно 0 °С. Добові амплітуди температур також незначні, зокрема не перевищують 2°С поблизу водойм. Кількість опадів сягає 3000 мм, на навітряних схилах — 6000-7000 мм. Коефіцієнт зволоження більше 1 (кількість опадів перевищує випаровуваність), тому територія часто заболочена.

## Розташування
Екваторіальний пояс розташовується приблизно між 6-9° північної широти та 5-12° південної і фактично не являє собою суцільного поясу, а розбивається на 3 окремих ареали: північні райони Південної Америки, узбережжя Гвінейської затоки та басейн Конго до озера Вікторія у Африці, Зондські острови та Меланезія з прилеглими акваторіями Індійського та Тихого океанів.

## Біота
Для екваторіального поясу характерні інтенсивні біогеохімічні процеси. Переважають латеритні ґрунти, зайняті вологими екваторіальними лісами, де серед багатьох інших видів дерев ростуть каучуконоси, дерево какао, коричне і хлібне дерева, пальми тощо. На узбережжях морів і океанів — мангрові ліси. З тварин характерні мавпи, лінивець, мурахоїд, тапір, носоріг, бегемот, слон, ягуар, леопард, багато яскраво забарвлених птахів, змій.